# VIBE Fesztivál
A marosvásárhelyi VIBE Fesztivál, bár csak 2017-ben rendezték meg először, Erdély legnagyobb magyar zenei fesztiváljának számít.
A fesztivál részei között szerepelnek koncertek különböző zenei stílusokban, legyen az népzene, rock, pop vagy elektronikus zene, valamint művészeti kiállítások, előadások és kézműves vásárok. A helyi gasztronómia és kézművesség is kiemelt szerepet kap, így a látogatók megismerhetik a régió kulináris és kézműves hagyományait is.

## Története

### 2017
Az első VIBE Fesztivál elsősorban az erdélyi magyar fiatalok és a középiskolai, egyetemi diákszervezetek közösségét célozta meg. Az egykori Maros-part helyszínén a fiatalok nem csak koncerteken vehettek részt, hanem a VIBE Koli előadásain is részt vehettek, ahol hasznos és értékes információkkal gazdagodhattak szinte bármilyen, az ifjúságot is érintő témakörökben. Workshopok és gyerekfoglalkozások voltak jelen a fesztiválon. Már az első kiadás után a VIBE fesztivált beválogatták Európa legjobb tíz fesztiválja közé.

### 2018
Mind fellépők, mind programok szempontjából bővült a felhozatal és szlogent is kapott: GOOD VIBES ONLY. Ettől az évtől kezdve ez a szlogen képviseli a fesztivált, mely a pozitív légkörre és a jó kedvre biztatja a résztvevőket.

### 2019
Egy év alatt tizenötezerrel nőtt a fesztiválozók száma. A legfőbb célközönség azonban továbbra is az erdélyi, főként marosvásárhelyi magyar diákok voltak. A VIBE Koli mellett workshop, divatsarok és színházi előadás bővítette a programokat nappal.

### 2021
Egy szűkebb körű városi rendezvény lett megszervezve a ,,VIBE: The City Edition" néven az előző év elhalasztott pótlására. Marosvásárhelyi fiatalok voltak a célközönség, és az elvárásokat felülmúlta a fesztivál.

### 2022
Több mint 82 000 résztvevő volt jelen a 2022-es évben. Rekordszámú fellépő és program várta a bulizni vágyókat. Erre a fesztiválra a 2020-as kiadásra megvásárolt jegyek is érvényesek voltak.

### 2023
Öt év után a legnagyobb és legszebb kiadása volt a 2023-as VIBE. 102 700 résztvevő volt jelen és hatszáz koncertfellépő. Ezek mellett kétszáz kolis előadó járult hozzá a résztvevők nappali elfoglaltságához.
Leghíresebb résztvevő a 2023-as VIBE Fesztiválon Timmy Trumpet volt. Sikerült megszólítani más korosztályt is, és nem csak a huszonévesek voltak jelen a rendezvényen.